# Winfield (Teksas)
Winfield je grad u američkoj saveznoj državi Teksas. Prema popisu stanovništva iz 2010. u njemu je živjelo 524 stanovnika.